# Скородиця (Крупський район)
Скородиця (біл. вёска Скарадзіца) — село в складі Крупського району Мінської області, Білорусь. Село підпорядковане Крупській сільській раді, розташоване в східній частині області.